# Lijst van spelers van SK Sturm Graz
Deze lijst omvat voetballers die bij de Oostenrijkse voetbalclub SK Sturm Graz spelen of gespeeld hebben. De spelers zijn alfabetisch gerangschikt.

## A
- Charles Amoah
- Didier Angan
- Didier Angibeaud
- Heinz Arzberger
- Emmanuel Atangana
- Samuel Ayorinde

## B

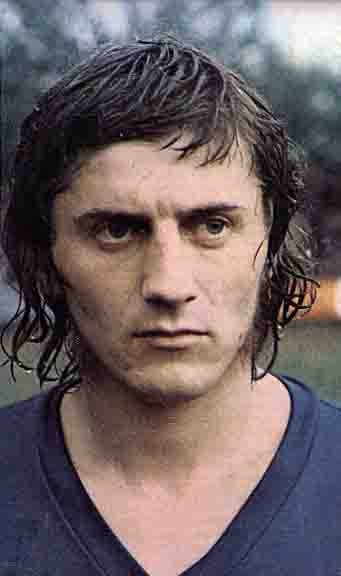
Božo Bakota

- Ajibade Babalade
- Božo Bakota
- Zdenko Baotić
- Georg Bardel
- Daniel Bartosch
- Abiodun Baruwa
- Daniel Beichler
- Victor Berco
- Michael Bochtler
- Darko Bodul
- Eddy Bosnar
- Ronald Brunmayr
- Jerzy Brzęczek
- Haris Bukva
- Thomas Burgstaller

## C
- Igor Čalo
- Silvije Čavlina
- Andrey Chernyshov
- Josip Čop

## D
- Ekrem Dağ
- Filip de Wilde
- Karl Decker
- Günter Delzepich
- Stjepan Deverić
- Boban Dmitrović
- Ernst Dospel
- Jens Dowe
- Ludwig Durek

## E
- Martin Ehrenreich
- Johannes Ertl

## F
- László Fekete
- Ferdinand Feldhofer
- Mariano Fernández
- Bojan Filipovic
- Andrés Fleurquin
- Franco Foda
- Sandro Foda
- Bruno Friesenbichler
- Thomas Friess
- Josef Frühwirth

## G
- Enzo Gambaro
- Ronald Gërçaliu
- Giuseppe Giannini
- Thomas Gill
- Robert Golemac
- Roland Goriupp
- Herbert Grassler
- Christian Gratzei
- Thomas Gröbl
- Michael Gruber

## H
- Mario Haas
- Johnny Hansen
- Sascha Harrer
- Martin Hašek
- Dominic Hassler
- Horst Heldt
- Martin Hiden
- Peter Hlinka
- Daniel Hoffmann
- Andreas Hölzl
- Wolfgang Hopfer
- Walter Hörmann
- Alfred Hörtnagl
- Wilhelm Huberts

## I
- Robert Ibertsberger

## J
- Gottfried Janisch
- Jakob Jantscher
- Sergej Joeran
- Gernot Jurtin

## K
- Florian Kainz
- Robert Kaiser
- Darius Kampa
- Ilia Kandelaki
- Mario Karner
- Leonhard Kaufmann
- Roman Kienast
- Mario Kienzl
- Christian Klem
- Alexander Knezevic
- Martin Kobras
- Tomica Kocijan
- Walter Kogler
- Otto Konrad
- György Korsos
- Giorgios Koutsoupias
- Thomas Krammer
- Mario Kreimer
- Uwe Kropfhofer
- Christoph Kröpfl

## L
- Fabian Lamotte
- Klemen Lavrič
- Adam Ledwoń
- Christoph Leitgeb
- Michael Leitner
- Sandro Lindschinger
- Roland Linz
- Walter Loske
- Sandi Lovrić
- Andreas Lukse
- Pål Lydersen

## M
- Roman Mählich
- Ramiz Mamedov
- Thomas Mandl
- Ragnar Margeirsson
- Dean Maric
- Rupert Marko
- Jan-Pieter Martens
- Alain Masudi
- Patrick Mevoungou
- Darko Milanič
- Mehrdad Minavand
- Mitja Mörec
- Davit Mujiri
- Samir Muratovic

## N
- Florian Neuhold
- Günther Neukirchner
- Richard Niederbacher
- Olivier Nzuzi

## O
- Tim Oermann
- Rade Ognjanović

## P
- Željko Pakasin
- Andrej Panadić
- Marko Pantelić
- Mehdi Pashazadeh
- Günther Paulitsch
- Ozren Peric
- Timo Perthel
- Anto Petrović
- Mihailo Petrović
- Anton Pichler
- Emanuel Pogatetz
- Alexander Pöllhuber
- Ranko Popovic
- Mario Posch
- Christian Prawda
- Martin Pregelj
- Mark Prettenthaler
- Gilbert Prilasnig
- Gerald Pripfl
- Sebastian Prödl
- Jürgen Prutsch
- Dominic Pürcher
- Marcus Pürk

## R
- Amadou Rabihou
- Radovan Radaković
- Herbert Rauter
- Javad Razaghi
- Hannes Reinmayr
- Francisco Rojas
- Diego Rottensteiner
- Heinz Russ

## S

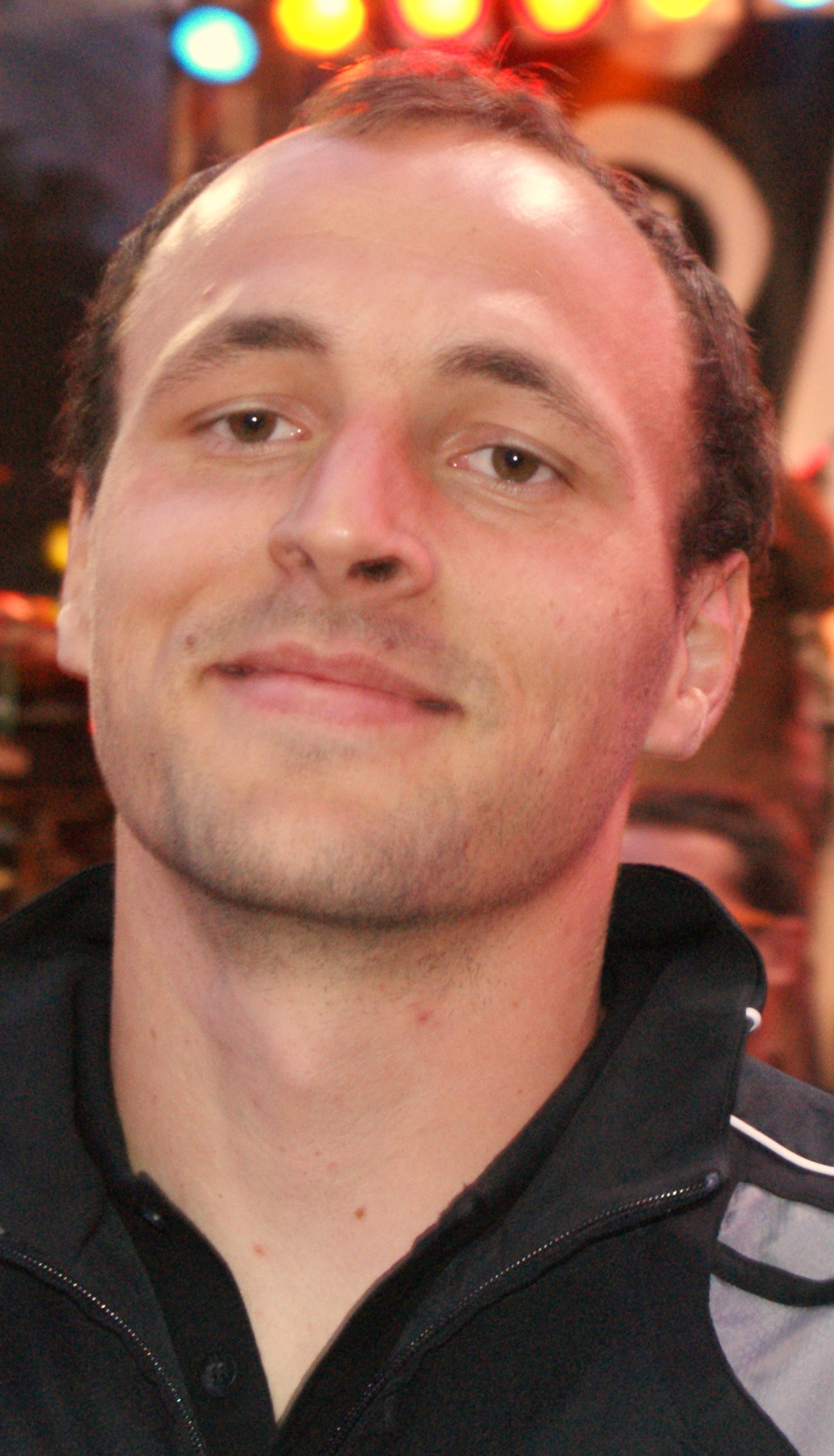
Gordon Schildenfeld in zijn periode bij SK Sturm Graz.

- Edin Salkic
- Klaus Salmutter
- Dragan Šarac
- Gerald Säumel
- Jürgen Säumel
- Alexander Schachner
- Walter Schachner
- Karl Schalk
- Patrick Scherrer
- Josef Schicklgruber
- Heinz Schilcher
- Gordon Schildenfeld
- David Schloffer
- Markus Schopp
- Iver Schriver
- Marchanno Schultz
- Markus Schupp
- Helmut Senekowitsch
- Mattias Sereinig
- Georgi Shashiashvili
- Kazimierz Sidorczuk
- Franck Silvestre
- Mario Sonnleitner
- Joe Spiteri
- Joachim Standfest
- Stefan Stangl
- Marko Stanković
- Manfred Steiner
- Kurt Stendal
- Gerald Strafner
- Nikolaus Stühlinger
- Gernot Suppan
- Marek Swierczewski
- Imre Szabics
- Grzegorz Szamotulski

## T
- Josip Tadić
- Luca Tauschmann
- Heinz Thonhofer
- Hannes Toth
- Cédric Tsimba

## V
- Ivica Vastić
- Frank Verlaat

## W
- Roman Wallner
- Christian Weber
- Heinz Weber
- Heribert Weber
- Manuel Weber
- Marvin Weinberger
- Richard Wemmer
- Arnold Wetl
- Gerd Wimmer
- Patrick Wolf
- Florian Wurzinger

## Z
- Michael Zechner